# Victor Chazelas
Jean-Baptiste Victor Chazelas, né le 23 avril 1885 à Bussière-Galant et mort le 29 décembre 1953 à Nice, est un administrateur colonial français qui fut gouverneur par intérim de la Mauritanie puis du Niger.

## Biographie
Victor Chazelas est le fils d'un couple d'aubergistes, Eusèbe et Marguerite Chazelas. Il fait son service militaire en 1906-1907 comme soldat au 63e régiment d'infanterie. Il commence sa carrière coloniale en 1912 et en 1914 il est nommé chef de cabinet du gouverneur de la Martinique. Pendant la Première Guerre mondiale, il sert comme sous-lieutenant à partir de 1915 au 63e régiment d'infanterie. En août 1916, il est transféré au Cameroun et d'août 1918 à mars 1919 il appartient à l'armée française d’Orient. Après sa démobilisation, Chazelas retourne au Cameroun en juin 1919. Il est nommé chef de circonscription à Douala; puis en 1922 à Ebolowa et en 1925 à Kribi où il constate un nombre important de porteurs de la maladie du sommeil. Pour l'exposition coloniale de 1931 à Paris, il publie Territoires africains sous mandat de la France: Cameroun et Togo. Chazelas assume d'août à novembre 1934 et d'avril à novembre 1935 l'intérim du gouverneur de la Mauritanie. Il est membre du Comité d'études historiques et scientifiques de l'Afrique occidentale française de 1935 à 1938. D'avril 1938 à février 1939, il fait de même pour la colonie du Niger, remplaçant Joseph Court. En 1940, Félix Éboué, gouverneur de la colonie du Tchad, soutient le gouvernement en exil du général de Gaulle, et le régime de Vichy décide de le remplacer par Chazelas, mais sans succès. Chazelas critique vivement Louis Hunkanrin qu'il qualifie de « sympathisant communiste » et de trafiquant.
Il est arrêté en juillet 1944 à Ladignac-le-Long et écroué à Limoges pour avoir été haut fonctionnaire du régime de Vichy.

## Distinction
- Chevalier de la Légion d'honneur[1]